# جنگنده گونه ۹۵
جنگنده گونه ۹۵ (به ژاپنی: 九五式戦闘機) (عنوان طراحی: کی-۱۰) یک هواگرد جنگنده دوباله تک‌موتوره تک‌سرنشین ساخت شرکت کاواساکی در امپراتوری ژاپن بود که نخستین پرواز خود را ماه مارس سال ۱۹۳۵ انجام داد. پس از بازگشت مهندس آلمانی ریشارت فوگت، این هواگرد نخستین نمونه تمام‌ژاپنی ساخت شرکت کاواساکی بود که تحت هدایت طراح ارشد دوی تاکئو توسعه یافت. جنگنده گونه ۹۵ آخرین جنگنده دوباله نیروی هوایی نیروی زمینی امپراتوری ژاپن بود و اوایل جنگ دوم ژاپن و چین به‌کار برده شد.

## طراحی و توسعه
در پی ناکامی در طراحی کاواساکی کی-۵، نیروی زمینی امپراتوری ژاپن ماه سپتامبر سال ۱۹۳۴ از هر یک از دو شرکت کاواساکی و ناکاجیما خواست یک جنگنده تک‌سرنشین نو طراحی کنند. سفارش نیروی زمینی خواهان ساختی سبک و بیشینه تحرک‌پذیری بود. شرکت کاواساکی که با هواگرد کی-۵ در پیکربندی تک‌باله به نتیجه‌ای نرسیده بود، تنها پس از همین مورد دوباره به پیکربندی دوباله بازگشت. مهندس دوی تاکئو به کمک ایماچی ایسامو، یک هواگرد دوباله تک‌بند با ساختی تمام‌فلزی طراحی کرد. بال‌ها با پارچه پوشش یافته بود. این هواگرد یک موتور کاواساکی ها-۹–۲-کو با توان ۸۵۰ اسب بخار داشت. عنوان کی-۱۰ بر آن نهاده شد و نخستین پیش‌نمونه ماه مارس سال ۱۹۳۵ به پرواز درآمد. سه پیش‌نمونه دیگر هم تولید شد.
نیروی زمینی ماه سپتامبر سال ۱۹۳۶، در رقابت با ناکاجیما کی-۱۱، کی-۱۰ را برای خدمت برگزید و با عنوان «جنگنده گونه ۹۵» سفارش به تولید آن داد. تولید ماه دسامبر سال ۱۹۳۶ آغاز شد. نیروی زمینی بلافاصله خواهان بهبود تحرک‌پذیری هواگرد شد. ضمن ادامه تولید، کار بر روی توسعه مدل ارتقا یافته کی-۱۰–۲ انجام گرفت. طول بال‌ها از ۹٫۵۵ متر به ۱۰٫۰۲ متر افزایش پیدا کرد که مساحت بال را از ۲۰ متر مربع به ۲۳ متر مربع رساند. طول بدنه هم از ۷٫۲ متر به ۷٫۵۵ متر افزایش یافت. پس از تولید ۳۰۰ فروند از جنگنده گونه ۹۵، کار تولید به مدل اصلاح‌شده جنگنده گونه ۹۵–۲ منتقل شد. مجموعاً ۲۸۰ فروند هم از این مدل تولید شد تا این که تولید ماه دسامبر سال ۱۹۳۸ متوقف شد. هر دو مدل مجهز به دو مسلسل ۷٫۷ م‌م بودند. این تسلیحات ترکیب استاندارد جنگنده‌های نیروی زمینی تا سال ۱۹۴۰ باقی ماند.
چهار پیش‌نمونه دیگر هم در قالب برنامه بهبود قابلیت‌های مدل پایه جنگنده گونه ۹۵ تولید شد. یک فروند از آن‌ها، دویستمین جنگنده گونه ۹۵، با طراحی جدید بال و ارابه فرود پوشیده، به حداکثر سرعت ۴۲۵ کیلومتر بر ساعت دست یافت. دو فروند دیگر که ماه نوامبر سال ۱۹۳۷ تولید شدند، مجهز به موتور ها-۹–۲-اوستو، اتاقک سرپوشیده خلبان و ارابه فرود تک‌مهار بودند. این دو به سرعت ۴۴۵ کیلومتر بر ساعت رسیدند. به هر حال، تا این زمان علاقه‌مندی نیروی زمینی دیگر معطوف به جنگنده‌هایی با پیکربندی تک‌باله شده بود و در نتیجه توسعه جنگنده گونه ۹۵ پیگیری نشد.

## تاریخچه عملیاتی
از جنگنده گونه ۹۵ مدت کوتاهی پس از آغاز جنگ دوم ژاپن و چین از ماه ژوئیه سال ۱۹۳۷، در آوردگاه استفاده شد. این هواگرد سابقه درگیری با جنگنده پولیکارپوف آی-۱۵ ساخت شوروی را داشت. جنگنده گونه ۹۵ تا تابستان سال ۱۹۳۹ دیگر منسوخ به حساب می‌آمد و کوتاه‌زمانی بعد از از خدمت در خط مقدم عقب کشیده شد.

## مشخصات فنی
جنگنده گونه ۹۵–۲:
مشخصات عمومی
- خدمه: ۱ نفر
- طول: ۷٫۵۵ متر (۷٫۲ متر[۲])
- طول بال: ۱۰٫۰۲ متر
- ارتفاع: ۳ متر
- مساحت بال: ۲۳ متر مربع
- وزن خالی: ۱٬۳۶۰ کیلوگرم
- وزن بارگذاری‌شده: ۱٬۷۴۰ کیلوگرم
- نیرومحرکه: ۱ × موتور وی‌شکل ۱۲ سیلندر کاواساکی ها-۹–۲-کو خنک‌شونده با آب: ۸۵۰ اسب بخار هنگام برخاستن

عملکرد
- حداکثر سرعت: ۴۰۰ کیلومتر بر ساعت در ۳٬۰۰۰ متری
- سرعت اوج‌گیری: ۵٬۰۰۰ متر در ۵ دقیقه
- برد: ۱٬۱۰۰ کیلومتر

تسلیحات
- ۲ × مسلسل ۷٫۷ م‌م ثابت رو به جلو[۲]